# Furusjön (Veinge socken, Halland)
Furusjön är en sjö i Laholms kommun i Halland och ingår i Genevadsåns huvudavrinningsområde.